# Telésforo Pedraza
Telésforo Pedraza Ortega (Tunja, 24 de julio de 1945-Bogotá, 17 de mayo de 2023) fue un abogado y político colombiano. 

## Trayectoria
Telésforo Pedraza nació el 24 de julio de 1945 en Tunja, Se tituló como abogado de la Universidad Libre de Bogotá, especializado en Derecho Administrativo y Constitucional. Además fue magíster en Seguridad Social, Administración Pública, Medio Ambiente, Economía y Finanzas. Fue concejal y representante a la Cámara por Bogotá.
En las elecciones legislativas de 2002, fue elegido Representante a la Cámara por Bogotá con 25.978 votos. En las elecciones legislativas de 2006, no logró retener su curul, pero ante la muerte de la representante Sandra Rocío Ceballos Arévalo, Pedraza se posesionó el 1 de noviembre de 2009. En las elecciones legislativas de 2010, logró la curul que había obtenido como reemplazo de la representante Ceballos, con 17.113 sufragios. En las elecciones legislativas de 2014, fue reelecto Representante a la Cámara por Bogotá con el aval del Partido Conservador Colombiano, con 10.818 votos.
Durante su trayectoria política, Pedraza ocupó importantes cargos, algunos de ellos se destacan por ser de elección popular. Entre los más memorables ejercicios profesionales se encuentran:
- Embajador Extraordinario y Plenipotenciario ante el Reino de los Países Bajos con sede en La Haya.
- Senador de la República.
- Representante a la Cámara por Bogotá, en cinco oportunidades.
- Concejal de la ciudad de Bogotá.
- Vicepresidente de la Cámara de Representantes.
- Miembro de la Comisión Asesora de Relaciones Exteriores (2010-2014).
- Copresidente de la Comisión de Paz de la Cámara de Representantes.
- Presidente de la Comisión Primera Constitucional Permanente, y Segunda sobre Relaciones Exteriores.
- Vicepresidente Comisión Tercera sobre Asuntos Económicos.
- Miembro de la Comisión de Ética de la Cámara de Representantes.
- Cónsul General ante el Gobierno de Suecia y Rumania.
- Subsecretario General de la Presidencia.
- Subsecretario de Educación de Bogotá.
- Director de Acción Comunal.
- Gerente de la Previsión Social.

## Muerte
Telésforo Pedraza falleció en Bogotá, el 17 de mayo de 2023, a los 77 años.